# 卡尔·格布哈特
卡尔·弗朗茨·格布哈特（Karl Franz Gebhardt，1897年11月23日—1948年6月2日）是一名纳粹德国医生、战争罪罪犯。格布哈特是对拉文斯布吕克集中营和奥斯威辛集中营的囚犯进行的納粹人體實驗的主要协调者。当时德国医学界已经研发出了抗生素疗法，但格布哈特坚持要用自己的外科疗法处理戰場上的戰鬥造成的創傷，因此便试图用人体实验来证明自己的疗法的优越性。 
在战后的纽伦堡后续审判期间，格布哈特被美國方面起訴（醫生審判）。他最终被判犯有战争罪、危害人类罪，于1947年8月20日被判处死刑。1948年6月2日，他在巴伐利亚的蘭茨貝格監獄被处以绞刑。